# Paulette Willemse
Paulette Willemse (Utrecht, 6 december 1961) is een Nederlandse zangeres en kleinkunstenares. 

## Biografie
Paulette Willemse studeerde in 1986 af aan Academie voor Kleinkunst. Na haar opleiding maakte ze deel uit van zanggroep De Meisjes. In 1988 vertegenwoordigde deze groep Nederland op het Knokkefestival. Ook toerden ze door Nederland met het programma 'Stuck with a fantasy'. 
In 1989 trad ze op in de eerste show van Karin Bloemen 'Bosje Bloemen'.
Samen met 'Meisjes' Saskia van Zutphen en Suzanne Venneker richtte Willemse in 1993 de theatergroep Mrs. Einstein op. Deze groep treedt in wisselende samenstelling op. Willemse maakt voor Mrs. Einstein de zangarrangementen. In 1997 deed Mrs. Einstein mee aan het Eurovisiesongfestival in Dublin met het lied 'Niemand heeft nog tijd'. De groep werd 22e. De jaren daarna maakte Willemse met Mrs. Einstein verschillende theaterprogramma's.

## Prijzen
In 1988 won Willemse met zanggroep De Meisjes een Zilveren Harp voor de voorstelling 'Stuck with a fantasy'.

## Shows
- Stuck with a fantasy (1988) met De Meisjes
- Bosje Bloemen (1989) met Karin Bloemen, Marjolijn Touw en Ellen van Harmelen
- Cherchez la femme (1991) met Mrs. Einstein
- Mrs. Einstein op de versiertoer (1993)
- Mrs. Einstein op verzoek (1996)
- Boys meet girls (1997), Mrs. Einstein samen met Dutch Swing College Band
- Mrs. Einstein goes Europe (1998)
- Mrs. Einstein goes big (2000)
- Vuile huichelaar (2008) met Mrs. Einstein
- Vuilte huichelaar 2: Het zal je kind maar wezen (2010) met Mrs. Einstein
- Vuile huichelaar 3: Vluchten kan niet meer (2012) met Mrs. Einstein